# 乌尼 (涅夫勒省)
乌尼（法語：Ougny，法語發音：[uɲi]）是法国涅夫勒省的一个市镇，属于希农堡（城）区。

## 地理
乌尼（47°4'32"N, 3°42'38"E）面积8.17 平方千米，位于法国勃艮第-弗朗什-孔泰大區涅夫勒省，该省份为法国中部省份，北至约讷省，西北接卢瓦雷省，西接谢尔省，南至阿列省，东南接索恩-卢瓦尔省，东临科多尔省。
与乌尼接壤的市镇（或旧市镇、城区）包括：巴祖瓦地区欧奈、巴祖瓦地区沙蒂隆、舒尼、蒙和马雷、巴祖瓦地区唐奈。

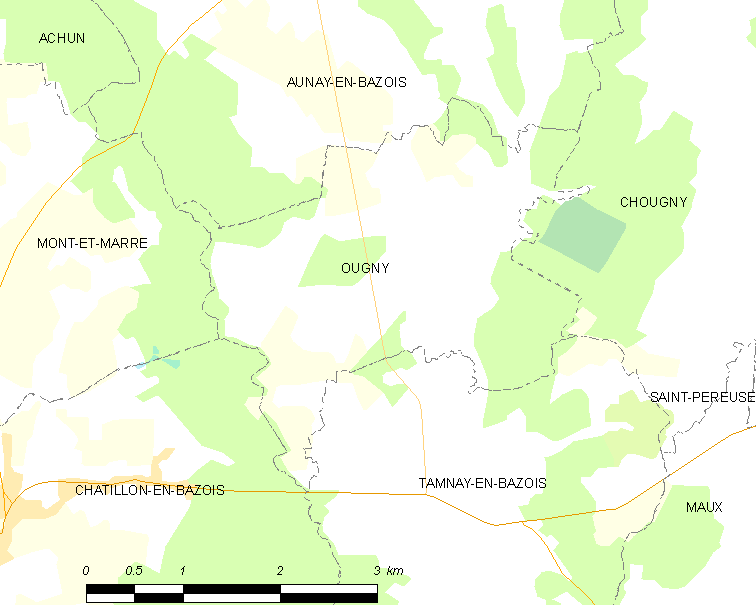
的OSM定位图

乌尼的时区为UTC+01:00、UTC+02:00（夏令时）。

## 行政
乌尼的邮政编码为58110，INSEE市镇编码为58202。

## 政治
乌尼所属的省级选区为希农堡县。

## 人口

1962-2008年间人口变化图示

乌尼于2022年1月1日时的人口数量为27人。